# Upper Eastside
Ne doit pas être confondu avec Upper East Side.
Upper Eastside est un quartier de la ville de Miami aux États-Unis.